# Lucie Henriette von Blome
Lucie Henriette von Blome, gift von Holstein (26. juli 1713 – 16. april 1772) var en holstensk adelsdame, datter af gehejmeråd Heinrich von Blome.
Hun blev gift 22. juni 1729 med Frederik Conrad lensgreve von Holstein. Hun blev 1758 Dame de l'union parfaite.